# Lennart Lundmark
Hans Lennart Lundmark, född 17 augusti 1942 i Arvidsjaur, är en svensk journalist, historiker och författare.
Lundmark avlade examen vid Journalisthögskolan i Göteborg 1970, blev filosofie kandidat 1979 och disputerade 1982 för filosofie doktorsexamen i historia vid Umeå universitet samt blev docent där 1986. Han var anställd vid Umeå universitet som forskningsassistent 1978–1985, som forskarassistent 1986–1990 och som universitetslektor 1990–1994. Han har därefter fortsatt med sin forskning på frilansbasis, medverkat som skribent i Svenska Dagbladet och Dagens Nyheter och har även debuterat som skönlitterär författare.
Lundmarks forskning har bland annat behandlat samernas och svenska statens relation. Han var sakkunnigvittne för samesidan i det så kallade Nordmalingsmålet om vinterbetesrätt i Umeå tingsrätt i november 2005.

## Priser och utmärkelser
- 1997 – Debutant-diplomet
- 1998 – Östersunds-Postens litteraturpris